# Jente Bouckaert
Jente Bouckaert (ur. 15 stycznia 1990 w Mortselu) – belgijski lekkoatleta specjalizujący się w długich biegach sprinterskich, uczestnik letnich igrzysk olimpijskich w Londynie (2012).

## Sukcesy sportowe
- brązowy medalista mistrzostw Belgii w biegu na 400 metrów – 2012[1]

| Rok  | Miasto   | Zawody             | Konkurencja        | Wynik       |
| ---- | -------- | ------------------ | ------------------ | ----------- |
| 2012 | Helsinki | Mistrzostwa Europy | sztafeta 4 x 400 m | złoty medal |

## Rekordy życiowe
- bieg na 300 metrów – 33,98 – Lokeren 28/05/2012
- bieg na 400 metrów – 46,25 – Bruksela 17/06/2012